# Satu Nou, Dâmbovița
Satu Nou este un sat în comuna Corbii Mari din județul Dâmbovița, Muntenia, România. Se află în partea de sud-vest a județului, în Câmpia Găvanu-Burdea.